# Elio Germano
Elio Germano (n. 25 septembrie 1980, Roma, Italia) este un actor italian, de patru ori câștigător al premiului David di Donatello pentru cel mai bun actor principal (în 2007, 2011, 2015, 2021), dar și al altor premii precum un premiu al Festivalului de Film de la Cannes pentru cel mai bun actor și un Urs de argint pentru cel mai bun actor.

## Viața și cariera
Născut la Roma într-o familie din Molise din Duronia, provincia Campobasso, Germano a debutat la vârsta de doisprezece ani în filmul lui Castellano e Pipolo Ci hai rotto papà (1992). În timpul studiilor la liceo scientifico, a primit o pregătire de actorie la Teatro Azione din Roma. În 1999, a renunțat la oportunitatea de a lucra în teatru cu Giancarlo Cobelli pentru a juca în filmul lui Carlo Vanzina Il cielo in una stanza, care l-a lansat pe Germano drept unul dintre cei mai populari actori italieni. Marele lui succes a venit în 2007, când a fost ales pentru rolul principal în filmele de succes Fallen Heroes și My Brother is an Only Child de Daniele Luchetti. În anul următor, a primit pentru prima dată recunoașterea internațională prin câștigarea European Shooting Stars Award la a 58-a ediție a Festivalului Internațional de Film de la Berlin.
Germano a lucrat cu numeroși regizori precum Ettore Scola (Concorrenza sleale), Emanuele Crialese (Respiro), Gianluca Maria Tavarelli (Liberi), Giovanni Veronesi (Che ne sarà di noi), Michele Placido (Romanzo criminale), Gabriele Salvatores (Quo Vadis, Baby?, Come Dio comanda), Paolo Virzì (Napoleon and Me, Tutta la vita davanti), Francesco Patierno (The Early Bird Catches the Worm), Daniele Vicari (Il passato è una terra straniera) și Ferzan Özpetek (Magnifica Presenza).
Pentru rolul din filmul My Brother is an Only Child (2007), a câștigat primul său premiu David di Donatello ca cel mai bun actor într-un rol principal. În 2010, a câștigat Premiul pentru cel mai bun actor, ex-aequo cu Javier Bardem, la Festivalul de Film de la Cannes, pentru interpretarea sa din La Nostra Vita. Mai târziu în acel an, a jucat rolul fiului jurnalistului italian Tiziano Terzani în The End Is My Beginning. Pentru portretul său al poetului din secolul al XIX-lea Giacomo Leopardi din filmul lui Mario Martone Leopardi, Germano a fost lăudat la cea de-a 71-a ediție a Festivalului Internațional de Film de la Veneția.

## Viața personală
La o vârstă fragedă lui Germano i-a plăcut să creeze benzi desenate și s-a gândit să devină caricaturist. Când nu a fost acceptat la școala de arte grafice, a optat apoi pentru actorie. În timpul liber, Germano face rap pentru o trupă de muzică numită Bestierare, care cântă despre „șomaj, lipsa de adăpost, precaritatea, închisorile și violența fascistă”.

## Filmografie

### Film
| An   | Titlu                                      | Rol                   | Regizor                       |
| ---- | ------------------------------------------ | --------------------- | ----------------------------- |
| 1992 | Ci hai rotto papà                          | Andrea Cecconi        | Franco Castellano             |
| 1999 | Il cielo in una stanza                     | Paolo                 | Carlo Vanzina                 |
| 2001 | Unfair Competition                         | Paolo Melchiorri      | Ettore Scola                  |
| 2002 | Respiro                                    | Pier Luigi            | Emanuele Crialese             |
| 2003 | Now or Never                               | Doveri                | Lucio Pellegrini              |
| 2003 | Break Free                                 | Vince                 | Gianluca Maria Tavarelli      |
| 2004 | What Will Happen to Us                     | Manuel                | Giovanni Veronesi             |
| 2005 | Quo Vadis, Baby?                           | Lucio                 | Gabriele Salvatores           |
| 2005 | Blood - Death Does Not Exist               | Yuri                  | Libero De Rienzo              |
| 2005 | Mary                                       | Matthew               | Abel Ferrara                  |
| 2005 | Romanzo Criminale                          | Il Sorcio             | Michele Placido               |
| 2005 | Melissa P.                                 | Arnaldo               | Luca Guadagnino               |
| 2006 | Napoleon and Me                            | Martino Papucci       | Paolo Virzì                   |
| 2007 | My Brother Is an Only Child                | Accio Benassi         | Daniele Luchetti              |
| 2007 | Fallen Heroes                              | Luca                  | Paolo Franchi                 |
| 2008 | The Early Bird Catches the Worm            | Marco                 | Francesco Patierno            |
| 2008 | Your Whole Life Ahead of You               | Lucio                 | Paolo Virzì                   |
| 2008 | The Past Is a Foreign Land                 | Giorgio               | Daniele Vicari                |
| 2008 | As God Commands                            | Quattro Formaggi      | Gabriele Salvatores           |
| 2009 | Nine                                       | Pierpaolo             | Rob Marshall                  |
| 2010 | La nostra vita                             | Claudio De Rosa       | Daniele Luchetti              |
| 2010 | The End Is My Beginning                    | Folco Terzani         | Jo Baier                      |
| 2012 | Diaz – Don't Clean Up This Blood           | Luca Gualtieri        | Daniele Vicari                |
| 2012 | Magnifica presenza                         | Pietro                | Ferzan Özpetek                |
| 2012 | Padroni di casa                            | Elia                  | Edoardo Gabbriellini          |
| 2013 | The Fifth Wheel                            | Ernesto               | Giovanni Veronesi             |
| 2014 | Leopardi                                   | Giacomo Leopardi      | Mario Martone                 |
| 2015 | The Lady in the Car with Glasses and a Gun | Tânărul cu ochi negri | Joann Sfar                    |
| 2015 | Suburra                                    | Sebastiano            | Stefano Sollima               |
| 2015 | Alaska                                     | Fausto                | Claudio Cupellini             |
| 2015 | Lost and Beautiful                         | Sarchiapone (Voce)    | Pietro Marcello               |
| 2017 | Tenderness                                 | Fabio                 | Gianni Amelio                 |
| 2018 | Io sono Tempesta                           | Bruno                 | Daniele Luchetti              |
| 2018 | Lucia's Grace                              | Arturo                | Gianni Zanasi                 |
| 2019 | The Man Without Gravity                    | Oscar                 | Marco Bonfanti                |
| 2020 | Hidden Away                                | Antonio Ligabue       | Giorgio Diritti               |
| 2020 | Bad Tales                                  | Bruno Placido         | Damiano and Fabio D'Innocenzo |
| 2020 | Rose Island                                | Giorgio Rosa          | Sydney Sibilia                |
| 2021 | America Latina                             | Massimo Sisti         | Damiano and Fabio D'Innocenzo |
| 2022 | Lord of the Ants                           | Aldo Braibanti        | Gianni Amelio                 |

### Televiziune
| An   | Titlu                    | Rol                        | Note                               |
| ---- | ------------------------ | -------------------------- | ---------------------------------- |
| 2000 | Padre Pio: Miracle Man   | Tânărul Pio of Pietrelcina | film TV                            |
| 2000 | Un medico in famiglia    | Roberto Palombi            | serial Rai 1 (5 episoade, sezon 2) |
| 2001 | Via Zanardi 33           | Ivan                       | serial Italia 1                    |
| 2002 | Fathers                  | Giacomo                    | film TV de Riccardo Donna          |
| 2002 | Il sequestro Soffiantini | Paolo Soffiantini          | film TV                            |
| 2003 | Ferrari                  | Young Enzo Ferrari         | film TV                            |
| 2004 | Paolo Borsellino         | Manfredi Borsellino        | film TV                            |
| 2004 | Do You Like Hitchcock?   | Giulio                     | film TV de Dario Argento           |
| 2012 | Faccia d'angelo          | Il Toso                    | La7 Miniseries                     |

### Videoclipuri
| An   | Melodie                 | Artist                        | Regia             |
| ---- | ----------------------- | ----------------------------- | ----------------- |
| 2012 | Stanotte cosa succederà | Teho Teardo feat Elio Germano | Dandaddy          |
| 2013 | Il confine fra me e te  | Meg                           | Umberto Nicoletti |
| 2013 | Ecco che                | Elisa                         | Giovanni Veronesi |

## Teatru
| An        | Titlu                           | Rol               | Regia              |
| --------- | ------------------------------- | ----------------- | ------------------ |
| 2000      | Hippolytus                      | Hippolytus        | Ivano De Matteo    |
| 1999–2000 | Ground & Ground                 |                   | Elio Germano       |
| 2002      | The Rules of Attraction         | Sean              | Luca Guadagnino    |
| 2004      | I racconti dell'Iliade          | Narator           | Alessandro Baricco |
| 2008      | Verona Caput Fasci              |                   | Elio Germano       |
| 2010–2012 | Thom Pain (based on nothing)    | Thom Pain         | Elio Germano       |
| 2011–2016 | Journey to the End of the Night | Ferdinand Bardamu | Elio Germano       |

## Premii
| An   | Film                             | Eveniment                               | Premiu                                             | Rezultat     |
| ---- | -------------------------------- | --------------------------------------- | -------------------------------------------------- | ------------ |
| 2004 | What Will Happen to Us           | David di Donatello                      | Cel mai bun actor în rol secundar                  | Nominalizare |
| 2005 | What Will Happen to Us           | Grolla d'oro                            | Cel mai bun actor într-un rol de comedie           | Nominalizare |
| 2005 | What Will Happen to Us           | Nastro d'Argento                        | Cel mai bun actor în rol secundar                  | Nominalizare |
| 2005 | Blood - Death Does Not Exist     | FICE Awards                             | cel mai bun nou actor                              | Câștigat     |
| 2007 | Napoleon and Me                  | Grolla d'oro                            | Cel mai bun actor într-un rol de comedie           | Câștigat     |
| 2007 | Napoleon and Me                  | Guglielmo Braghi Award                  | Cel mai bun actor                                  | Câștigat     |
| 2007 | Napoleon and Me                  | Italian Golden Globes                   | cel mai bun actor - nouă revelație                 | Câștigat     |
| 2007 | My Brother Is an Only Child      | Italian Golden Globes                   | cel mai bun actor - nouă revelație                 | Câștigat     |
| 2007 | My Brother Is an Only Child      | European Film Awards                    | Cel mai bun actor                                  | Nominalizare |
| 2007 | My Brother Is an Only Child      | David di Donatello                      | Cel mai bun actor                                  | Câștigat     |
| 2008 | My Brother Is an Only Child      | Grolla d'oro                            | Cel mai bun actor într-un rol de comedie           | Câștigat     |
| 2008 | My Brother Is an Only Child      | Nastro d'Argento                        | Cel mai bun actor                                  | Nominalizare |
| 2008 | My Brother Is an Only Child      | Kineo Awards                            | Cel mai bun actor                                  | Câștigat     |
| 2008 |                                  | 58th Berlin International Film Festival | Premiul European Shooting Stars                    | Câștigat     |
| 2008 | The Early Bird Catches the Worm  | Kineo Awards                            | Cel mai bun actor                                  | Nominalizare |
| 2008 | Fallen Heroes                    | Italian Golden Globes                   | Cel mai bun actor                                  | Nominalizare |
| 2008 | Fallen Heroes                    | Nastro d'Argento                        | Cel mai bun actor                                  | Nominalizare |
| 2008 | Your Whole Life Ahead of You     | Kineo Awards                            | Cel mai bun actor în rol secundar                  | Nominalizare |
| 2009 | Your Whole Life Ahead of You     | Grolla d'oro                            | Cel mai bun actor într-un rol de comedie           | Nominalizare |
| 2009 | As God Commands                  | Grolla d'oro                            | Cel mai bun actor într-un rol de comedie           | Nominalizare |
| 2009 | The Past Is a Foreign Land       | Grolla d'oro                            | Cel mai bun actor într-un rol de comedie           | Nominalizare |
| 2010 | La nostra vita                   | Primavera del Cinema Italiano Festival  | Cel mai bun actor                                  | Câștigat     |
| 2010 | La nostra vita                   | Nastro d'Argento                        | Cel mai bun actor (egalitate cu Christian De Sica) | Câștigat     |
| 2010 | La nostra vita                   | European Film Awards                    | Cel mai bun actor                                  | Nominalizare |
| 2010 | La nostra vita                   | 2010 Cannes Film Festival               | Cel mai bun actor (egalitate cu Javier Bardem)     | Câștigat     |
| 2011 | La nostra vita                   | Italian Golden Globes                   | Cel mai bun actor                                  | Nominalizare |
| 2011 | La nostra vita                   | David di Donatello                      | Cel mai bun actor                                  | Câștigat     |
| 2011 | La nostra vita                   | Bari International Film Festival        | Cel mai bun actor                                  | Câștigat     |
| 2012 | Magnifica presenza               | Italian Golden Globes                   | Cel mai bun actor                                  | Câștigat     |
| 2012 | Magnifica presenza               | David di Donatello                      | Cel mai bun actor                                  | Nominalizare |
| 2012 | Magnifica presenza               | Nastro d'Argento                        | Cel mai bun actor                                  | Nominalizare |
| 2012 | Diaz – Don't Clean Up This Blood | Kineo Awards                            | Cel mai bun actor                                  | Nominalizare |
| 2013 | Padroni di casa                  | Grolla d'oro                            | Cel mai bun actor într-un rol dramatic             | Nominalizare |
| 2014 | The Fifth Wheel                  | Nastro d'Argento                        | Cel mai bun actor                                  | Nominalizare |
| 2014 | Leopardi                         | 71st Venice International Film Festival | Premiul Pasinetti (Cel mai bun actor)              | Câștigat     |
| 2014 | Leopardi                         | 71st Venice International Film Festival | Premiul Vittorio Veneto (Cel mai bun actor)        | Câștigat     |
| 2015 | Leopardi                         | David di Donatello                      | Cel mai bun actor                                  | Câștigat     |
| 2015 | Leopardi                         | Golden Ciak                             | Cel mai bun actor                                  | Câștigat     |
| 2015 | Leopardi                         | Kineo Awards                            | Cel mai bun actor                                  | Câștigat     |
| 2015 | Leopardi                         | Bari International Film Festival        | Cel mai bun actor                                  | Câștigat     |
| 2016 | Alaska                           | Italian Golden Globes                   | Cel mai bun actor                                  | Câștigat     |
| 2016 | Alaska                           | Nastro d'Argento                        | Cel mai bun actor                                  | Nominalizare |
| 2020 | Hidden Away                      | Berlin International Film Festival      | Ursul de argint pentru cel mai bun actor           | Câștigat     |